# Associazione Sportiva Fanfulla 1935-1936
Questa voce raccoglie le informazioni riguardanti l'Associazione Sportiva Fanfulla nelle competizioni ufficiali della stagione 1935-1936.

## Stagione
La squadra lodigiana ha disputato il girone B del campionato di Serie C arrivando dodicesimo in classifica con 23 punti.

## Rosa
| N. |                   | Ruolo | Calciatore          |
| -- | ----------------- | ----- | ------------------- |
|    | Italia (bandiera) | A     | Giancarlo Bandirali |
|    | Italia (bandiera) | C     | Riccardo Berra      |
|    | Italia (bandiera) | C     | Gino Biasini (II)   |
|    | Italia (bandiera) | C     | Bassano Brunati     |
|    | Italia (bandiera) | C     | Marino Brusoni      |
|    | Italia (bandiera) | A     | Achille Buzzoni     |
|    | Italia (bandiera) | C     | Leopoldo Caimmi     |
|    | Italia (bandiera) | A     | Caio Cappellini     |
|    | Italia (bandiera) | P     | Pietro Capra (I)    |
|    | Italia (bandiera) | A     | Egidio Capra (II)   |
|    | Italia (bandiera) | C     | Guerino Carminati   |
|    | Italia (bandiera) | P     | Clemente Cobianchi  |
|    | Italia (bandiera) | D     | Silvio Corbellini   |
|    | Italia (bandiera) | C     | Pietro Corrada      |
|    | Italia (bandiera) | C     | Pietro Dalle Vedove |
|    | Italia (bandiera) | D     | Oliviero Edelli     |

| N. |                   | Ruolo | Calciatore          |
| -- | ----------------- | ----- | ------------------- |
|    | Italia (bandiera) | D     | Francesco Fasolini  |
|    | Italia (bandiera) | P     | Alessandro Fregoni  |
|    | Italia (bandiera) | D     | Fortunato Galli     |
|    | Italia (bandiera) | A     | Giovanni Garrone    |
|    | Italia (bandiera) | A     | Antonio Gatti       |
|    | Italia (bandiera) | D     | Cornelio Gatti      |
|    | Italia (bandiera) | A     | Rosolino Grignani   |
|    | Italia (bandiera) | A     | Giuseppe Malinverno |
|    | Italia (bandiera) | C     | Luigi Montini       |
|    | Italia (bandiera) | A     | Enrico Mulazzi      |
|    | Italia (bandiera) | P     | Cesare Perego       |
|    | Italia (bandiera) | A     | Luigi Sichel (I)    |
|    | Italia (bandiera) | D     | Vico Subinaghi (I)  |
|    | Italia (bandiera) | C     | Giovanni Todeschini |
|    | Italia (bandiera) | A     | Eligio Tonani       |
|    | Italia (bandiera) | A     | Pietro Zoppi        |

Marcatori :
Achille Buzzoni 15 reti - Egidio Capra 12 reti - Malinverno 9 reti - Dalle Vedove 6 reti - Grignani e Galli 3 reti - Bandirali, Biasini, Cappellini, Corrada e Antonio Gatti 1 rete.